# Selenocyanate
| Selenocyanate |
| Selenocyanat-Anion |
| Organisches Selenocyanat, R = Organyl-Rest (z. B. Alkyl-Rest, Aryl-Rest etc.). Die Selenocyanat-Gruppe ist blau markiert. |

Als Selenocyanate werden die anorganischen Salze und die organischen Ester der unbeständigen Selenocyansäure (HSeCN)  bezeichnet. In den anorganischen Salzen ist das Proton der Selenocyansäure durch ein Alkali-, Erdalkali- oder anderes Kation ersetzt. In den organischen Estern ist das freie Proton der Selenocyansäure (HSeCN) durch einen Alkyl-, Aryl-, Alkylaryl oder einen anderen organischen Rest ersetzt.
Das Selenocyanat-Ion (NCSe−) kann als Ligand in Komplexen sowohl über das Stickstoff-Atom als auch über das Selen-Atom an das Zentralatom (Metallatom) koordinieren. In seinem chemischen Verhalten ähnelt es den Halogeniden und wird daher zur Gruppe der Pseudohalogenide gezählt.

## Synthese
Kaliumselenocyanat wird aus Kaliumcyanid und grauem Selenpulver durch eine Insertionsreaktion hergestellt. Analog wird Natriumselenocyanat  aus Natriumcyanid gewonnen. Alkylselenocyanate lassen sich aus Alkylbromiden oder Alkylchloriden durch Umsetzung mit Kaliumselenocyanat in alkoholischer Lösung darstellen. Aromatische Selenocyanate kann man aus Diazoniumsalzen durch Umsetzung mit Kaliumselenocyanat synthetisieren.

## Externe Links zu erwähnten Verbindungen
1. ↑  Externe Identifikatoren von bzw. Datenbank-Links zu Selenocyansäure:  CAS-Nr.: 13103-11-2, PubChem: 3014712, ChemSpider: 2283027, Wikidata: Q27110268.
2. ↑  Externe Identifikatoren von bzw. Datenbank-Links zu Natriumselenocyanat:  CAS-Nr.: 4768-87-0, EG-Nr.: 805-321-7, ECHA-InfoCard: 100.232.090, PubChem: 13927398, ChemSpider: 11517772, Wikidata: Q18235367.